# بيدرو ميراندا
بيدرو ميراندا (بالإسبانية: Pedro Miranda) هو عداء مسافات طويلة مكسيكي، ولد في 2 يناير 1948.

## وصلات خارجية
- بيدرو ميراندا على موقع أوليمبيديا (الإنجليزية)